# Agathe Pembellot
Agathe Pembellot (Pointe-Noire, 21 maggio 1941 – Pointe-Noire, 13 ottobre 2016) è stata un magistrato della Repubblica del Congo, prima donna ad aver ricoperto questo ruolo nel paese.